# Hammam Abid-Efendi
Le hammam Abid-Efendi (en grec moderne : Χαμάμ του Αμπίντ Εφέντη / Chámam tou Abínd Eféndi), également appelé bains d'Aérides ou bains des Vents (λουτρό των Αέρηδων), est un établissement de bains ottoman situé dans le quartier d'Aérides à Athènes, en Grèce. L'édifice originel, daté entre le milieu du XVe et le milieu du XVIe siècle, fut largement rénové et agrandi à la fin du XIXe siècle. Unique hammam de la première période de domination ottomane parvenu jusqu'à nous parmi les trois que comptait la ville, le lieu restauré est intégré au musée de la culture grecque moderne depuis 1984.

## Histoire
N'appartenant à aucun plan typique des bains ottomans, le hammam Abid-Efendi est difficilement datable. Il remonte vraisemblablement au premier siècle de domination ottomane d'Athènes, entre 1456 et le milieu du XVIe siècle,. Le voyageur Evliya Çelebi en fit état lors de son passage dans la ville en 1667. Lady Craven, qui visita l'un des trois bains d'Athènes en 1786, fit une description des baigneuses de l'époque dans son récit de voyage A Journey Through the Crimea to Constantinople (1789),.
Partiellement détruit en 1827 lors du troisième siège de l'acropole, le lieu bénéficia de travaux de rénovation durant le règne d'Othon Ier. En 1870, les bains sont rachetés par un dentiste nommé Diamantópoulos, qui procéda à d'importants agrandissements.
Les bains cessèrent de fonctionner en 1965. Depuis 1984, le lieu fait partie du musée de la culture grecque moderne, même si les collections n'ouvrirent véritablement au public qu'en 1998, après quatre années de restauration et de mise en valeur muséographique,. L'espace aborde la thématique de l'hygiène et de l'embellissement du corps et accueille également des expositions artistiques temporaires.

## Architecture
L'aspect quelque peu labyrinthique du hammam Abid-Efendi est la conséquence des multiples modifications du plan initial. Le lieu fut longtemps accessible aux femmes et aux hommes par alternance, avant que les agrandissements des années 1870 ne permettent de créer des bains doubles.
L'entrée principale, qui donne sur la rue Kyrrístou, permet d'accéder à un vestibule distribuant les deux sections indépendantes. Sur la gauche s'étend la partie réservée aux femmes. Un vestiaire aux cloisons en bois massif et en treillis précède deux vestibules successifs menant à la salle de bains principale. La chambre tiède (ılıklık), surmontée d'une petite coupole et mesurant 3,20 × 2,40 m, conduit dans l'angle sud-est à la pièce chaude (hararet), couverte elle-aussi d'une coupole et mesurant 4 × 4,50 m.
La partie réservée aux hommes s'étire sur la moitié ouest du bâtiment, sur la droite à partir du vestibule d'entrée. Du long vestiaire rectangulaire au sol en céramique et au plafond peint à volutes, un escalier en bois conduit à l'étage en mezzanine où se trouvent cinq cabines. Le vestiaire donne accès à deux vestibules, qui desservent des latrines, une salle de bains privée et l'espace tiède principal. Ce dernier est surmonté de deux vaisseaux séparés par un arc. Un socle central en marbre hexagonal permet de chauffer la pièce, un lavabo (kurna) est utilisé pour le frottement du corps et un banc sert aux massages des baigneurs. La chambre chaude carrée de 2,9 m de côté, surmontée d'une coupole ajourée par des oculi de verre, est accessible dans l'angle sud-est.
Au nord-est, des bains dits « européens », accessibles par une entrée dédiée dans la rue Kyrrístou et par un couloir depuis l'espace réservé aux femmes, proposent des cabines individuelles formées autour d'une cour étroite. Le foyer des bains occupe toute la partie sud de monument, le long de la rue Lysíou. La façade principale présente une architecture néo-classique du XIXe siècle.